# Li Fang-Kuei
Li Fang-Kuei (Chinees: 李方桂, pinyin: Lǐ Fāngguì) (20 augustus 1902 - San Mateo County, 21 augustus 1987) was een Chinees-Amerikaans sinoloog, tibetoloog en amerikanist.

## Loopbaan
Li begon met een studie geneeskunde en ging over op de studie taalkunde toen hij naar de Verenigde Staten vertrok in 1924. In 1926 behaalde hij de bachelorgraad in de taalkunde aan de Universiteit van Michigan. Daarna vertrok hij naar de Universiteit van Chicago om les te krijgen van Edward Sapir en Leonard Bloomfield.
In de VS voerde hij veldonderzoek uit naar de inheemse talen van Amerika. In 1928 ontving hij de graad Doctor of Philosophy naar aanleiding van zijn onderzoek dat hij neersloeg in zijn proefschrift Mattole: An Athabaskan Language.
In 1929 keerde hij terug naar China en werd hij samen met Yuen Ren Chao en Luo Changpei onderzoeker aan het Instituut voor Geschiedenis en Filologie (歷史語言研究所) van de Academia Sinica in Peking dat nu ondergebracht is in de Chinese Academie voor Wetenschappen. Vanaf dit moment voerde hij meerdere veldstudies uit van verschillende Taitalen en deed hij diepgaand onderzoek naar het Oud-Chinees en Tibetaans.
Later keerde hij terug naar de VS en onderwees Chinese talen aan de Yale-universiteit in 1938-39, na de Tweede Wereldoorlog van 1949-1969 aan de Universiteit van Washington en daarna aan de Universiteit van Hawaï. In 1977 publiceerde hij een vergelijkende studie van de Taitalen dat de kristallisatie vormde van veertig jaar onderzoek. In 2005 publiceerde de Tsinghua Universiteit in Peking postuum zijn gehele werk.